# 四川红杉
四川红杉（学名：Larix mastersiana）为松科落叶松属的植物，为中国的特有植物。分布在中国大陆的汶川、四川：灌县、宝兴、平武等地，生长于海拔2,300米至3,500米的地区，目前尚未由人工引种栽培。

## 别名
四川落叶松（植物分类学报）